# Koto Periang
Koto Periang is een bestuurslaag in het regentschap Kerinci van de provincie Jambi, Indonesië. Koto Periang telt 664 inwoners (volkstelling 2010).